# Weltpostkongress
Der Weltpostkongress ist die oberste Autorität des Weltpostvereins. An dem Kongress nehmen Bevollmächtigte der dem Weltpostverein angehörenden Länder teil, welche in gewissen Zeitabständen „zur Prüfung oder Vervollständigung der Weltpostvereinsverträge“ zusammentreffen. Der erste Weltpostkongress fand 1874 in Bern statt.
Weltpostkongresse finden seit dem 23. Kongress 2004 in Bukarest alle vier Jahre statt und sollen nach dem Inkrafttreten der auf dem vorhergehenden Kongress abgeschlossenen Verträge stattfinden. Zuvor war der Turnus von 1947 bis 2004, mit einer Ausnahme, ein Jahr länger gewesen. Ursprünglich war in den Anfangsjahren eine Dauer von drei Jahren nach Inkrafttreten der Verträge geplant, dies konnte aber nie eingehalten werden. Die längste Zeitspanne von 14 Jahren ist dem Ersten Weltkrieg geschuldet.

## Teilnahme
Auf den Weltpostkongressen kann sich jedes Teilnehmerland durch einen oder mehrere Bevollmächtigte vertreten lassen. Es ist auch erlaubt, dass sich ein Land durch die Abordnung eines anderen Landes vertreten lässt; doch darf eine Abordnung insgesamt nicht mehr als zwei Länder vertreten. Bei den Beratungen hat jedes Land eine Stimme. In der Zeit als es noch Kolonien gab, bestimmte der Weltpostvertrag, ob die Kolonie eine eigene Stimme hatte, beispielsweise verfügten vor 1927 die Niederlande und Portugal über je zwei Kolonialstimmen. Der Direktor des Internationalen Büros des Weltpostvereins nimmt mit beratender Stimme an den Verhandlungen der Kongresse teil. Im Übrigen bestimmt jeder Kongress die Geschäftsordnung für seine Arbeiten und Beratungen, auch bestimmt jeder Kongress den folgenden Veranstaltungsort. Die Regierung des Landes, in dem der Kongress stattfinden soll, beruft diesen nach Verständigung mit dem Internationalen Büro des Weltpostvereins ein. Dieser Regierung obliegt es nach beendetem Kongress auch, die Beschlüsse allen Regierungen und Vereinsländern bekannt zu geben.

## Weltpost-Kongresse
In der nachfolgenden Übersichtstabelle sind alle bisherigen ordentliche Weltpostkongresse aufgeführt.
Legende
- In der Spalte WPK erfolgt die Verlinkung auf die jeweiligen Weltpostkongress-Artikel, die dargestellte Zahl stellt die jeweilige Kongresszahl dar.
- Datum: Gibt den Zeitraum von Beginn bis Ende des jeweiligen Kongresses an.
- Ort: Der jeweilige Tagungsort.
- Land: Zum jeweiligen Zeitpunkt der Tagung der Landesname des Tagungsortes.
- Dauer in Tagen: Falls bekannt wird neben der Anzahl aller Tage auch die Anzahl der Arbeitstage (in Klammern) angegeben.
- Zeitraum zum Vorgängerkongress: Wird in Jahren angegeben. Der Turnus sah bis 2004 einen fünfjährigen Turnus vor, ab dann vier Jahre.
- Zahl der Mitgliedsländer: Zum jeweiligen Zeitpunkt die Anzahl der Mitgliedsländer, sollten nicht alle Länder teilgenommen haben, ist die Teilnehmeranzahl in Klammern gesetzt.
- Delegierte: Die Anzahl der Delegierten auf dem Kongress, in Klammern erfolgt die zusätzliche Angabe der beigeordneten Beamten, Experten usw.

| WPK | Datum                          | Ort              | Land                         | Dauer in Tagen        | Zeitraum zum Vorgängerkongress                | Zahl der Mitgliedsländer | Delegierte |
| --- | ------------------------------ | ---------------- | ---------------------------- | --------------------- | --------------------------------------------- | ------------------------ | ---------- |
| 1.  | 15. Sep. 1874 – 9. Okt. 1874   | Bern             | Schweiz                      | 25                    | – (Gründungskongress)                         | 22                       | 33+9       |
| 2.  | 2. Mai 1878 – 4. Juni 1878     | Paris            | Frankreich                   | 37                    | 4                                             | 33                       | 54+9       |
| 3.  | 4. Feb. 1885 – 21. März 1885   | Lissabon         | Portugal                     | 46                    | 7                                             | 48                       | 57+27      |
| 4.  | 20. Mai 1891 – 4. Juli 1891    | Wien             | Österreich-Ungarn            | 46                    | 6                                             | 49                       | 74+25      |
| 5.  | 5. Mai 1897 – 15. Juni 1897    | Washington, D.C. | Vereinigte Staaten           | 42                    | 6                                             | 56                       | 86+17      |
| 6.  | 7. Apr. 1906 – 26. Mai 1906    | Rom              | Italien                      | 50                    | 9                                             | 63                       | 107+26     |
| 7.  | 1. Okt. 1920 – 30. Nov.1920    | Madrid           | Spanien                      | 61                    | 14                                            | 69                       | 138+33     |
| 8.  | 4. Juli 1924 – 28. Aug. 1924   | Stockholm        | Schweden                     | 56                    | 4                                             | 78                       | 148+34     |
| 9.  | 10. Mai 1929 – 28. Juni 1929   | London           | Vereinigtes Königreich       | 50                    | 5                                             | 85                       | 148+31     |
| 10. | 1. Feb. 1934 – 20. März 1934   | Kairo            | Ägypten                      | 48                    | 5                                             | 81                       | 121+32     |
| 11. | 1. Apr. 1939 – 23. Mai 1939    | Buenos Aires     | Argentinien                  | 53                    | 5                                             | 87 (81)                  | 141+33     |
| 12. | 7. Mai 1947 – 5. Juli 1947     | Paris            | Frankreich                   | 60                    | 8                                             | 88 (79)                  | 208+83     |
| 13. | 14. Mai 1952 – 11. Juli 1952   | Brüssel          | Belgien                      | 59                    | 5                                             | 93 (91)                  | 228+55     |
| 14. | 14. Aug. 1957 – 3. Okt. 1957   | Ottawa           | Kanada                       | 51                    | 5                                             | 96 (96)                  | 241+49     |
| 15. | 29. Mai 1964 – 1. Juli 1964    | Wien             | Österreich                   | 44                    | 7                                             | 125 (122)                | 466+54     |
| 16. | 1. Okt. 1969 – 14. Nov. 1969   | Tokio            | Japan                        | 45                    | 5                                             | 142 (133)                | 474+54     |
| 17. | 22. Mai 1974 – 5. Juli 1974    | Lausanne         | Schweiz                      | 44                    | 5                                             | (143)                    | 616+75     |
| 18. | 12. Sep. 1979 – 25. Okt. 1979  | Rio de Janeiro   | Brasilien                    | 45                    | 5                                             | 143                      | 681+143    |
| 19. | 18. Juni 1984 – 27. Juli 1984  | Hamburg          | Bundesrepublik Deutschland   | 40                    | 5                                             | 166                      | xxx        |
| 20. | 1989                           | Washington, D.C. | Vereinigte Staaten           | x                     | 5                                             | xx                       | xxx        |
| 21. | 1994                           | Seoul            | Süd-Korea                    | x                     | 5                                             | xx                       | xxx        |
| 22. | 1999                           | Peking           | China                        | x                     | 5                                             | 178                      | 1527       |
| 23. | 15. Sep. 2004 – 5. Okt. 2004   | Bukarest         | Rumänien                     | 20 (14,5 Arbeitstage) | 5                                             | 189                      | xxx        |
| 24. | 23. Juli 2008 – 12. Aug. 2008  | Genf             | Schweiz                      | 20                    | 4                                             | 191                      | 1500       |
| 25. | 24. Sep. 2012 – 15. Okt. 2012  | Doha             | Katar                        | 21                    | 4                                             | xx                       | xxx        |
| 26. | 2016                           | Istanbul         | Türkei                       |                       | 4                                             | xx                       | xxx        |
| 27. | 9. Aug. 2021 – 27. August 2021 | Abidjan          | Côte d’Ivoire                | 19                    | 5 (verschoben aufgrund der Covid-19-Pandemie) | xx                       | xxx        |
| 28. | 2025                           | Dubai            | Vereinigte Arabische Emirate | x                     | 4                                             | xx                       | xxx        |

## Weitere Sitzungen

### Außerordentliche Weltpostkongresse
Außerordentliche Weltpostkongresse treten nach Verständigung mit dem Internationalen Büro des Weltpostvereins zusammen, wenn ein dahingehender Antrag von mindestens zwei Drittel der Vereinsländer gestellt oder gebilligt wird. Für die Verhandlungen der außerordentlichen Weltpostkongresse gilt das gleiche wie für die der regelmäßigen Kongresse. Zur Prüfung von Verwaltungsangelegenheiten können ferner auf Antrag von zwei Drittel der Vereinsverwaltungen Weltpostkonferenzen zusammentreten, die ebenfalls nach Verständigung mit dem Internationalen Büro des Weltpostvereins einberufen werden. Wenn ein Weltpostkongress oder eine Weltpostkonferenz zur Prüfung einer oder mehrerer bestimmter Fragen Ausschüsse einsetzt, so werden diese durch das Internationale Büro nach Verständigung mit der Verwaltung des Landes einberufen, in dem die Ausschüsse zusammentreten sollen.
Ein außerordentlicher Weltpostkongress fand 1900 in Bern, zur Feier des 25-jährigen Bestehens des Weltpostvereins, statt.
Der zweite außerordentliche Weltpostkongress fand 2018 in Addis Abeba statt.
Der dritte außerordentliche Weltpostkongress findet vom 24. bis 26. September 2019 in Genf statt.

### Konferenzen
Weltpost-Konferenzen haben:
- 1876 in Bern (Festsetzung der Bedingungen für den Beitritt überseeischer Länder zum Verein)[3]
- 1880 in Paris (Vereinbarung eines Postpaketabkommens, Postpaketdienst-Einigung)[3][5]
- 1890 in Brüssel (Vereinbarung des Entwurfs eines Zeitungsabkommens[5] als Vorlage für den Kongress in Wien)
- 4. Oktober 1909 in Bern anlässlich der Einweihung des Weltpost-Denkmals[6]
- 1927 in Den Haag (Luftpostfragen werden besprochen);[7]
- 1928 in Paris (Vorbereitung für den Kongress in London)[8][9]

stattgefunden.

### Ausschüsse, Kommissionen und Tagungen
Ausschüsse und Kommissionen sind vom Weltpostkongress in Madrid 1920 zur Prüfung der Frage einer Umgestaltung der Weltpostvereins-Verträge (7 Mitglieder). Tagungen gab es in Zermatt 1921 und Nizza 1922; eingesetzt worden. Vor 1927 hatten Unterausschüsse in Frankfurt am Main und Paris getagt. Vom Weltpostkongress in Stockholm 1924 wurde die Frage geprüft, welche Mittel geeignet erscheinen, die Arbeit der Kongresse zu erleichtern und zu beschleunigen (14 Mitglieder).
Wegen des Ergebnisses der Arbeiten des vom Weltpostkongress in Madrid eingesetzten Ausschusses (siehe Weltpostvertrag). Der vom Kongress in Stockholm eingesetzte Prüfungsausschuss hat den Vereins-Postverwaltungen bereits 1925 seine Vorschläge unterbreitet. Diese sind von den Vereinsverwaltungen angenommen worden und in Kraft getreten. Dennoch wird für jeden Kongress ein vorbereiteter Ausschuss damit beauftragt, die für den Kongress von den Verwaltungen gemachten Vorschlägen zu prüfen, zu vergleichen und zu ordnen; ferner soll er seine Meinung über alle Fragen abgeben und einen Plan nebst Bericht einreichen, der den Beratungen des Kongresses zugrunde gelegt werden kann. Der vorbereitende Ausschuss hat anzugeben, wie der Wortlaut seines Entwurfs zustande gekommen ist. Wenn bei wichtigen Vorschlägen die Meinungen der Mitglieder auseinandergehen, wird im Bericht des Ausschusses nicht nur die Meinung der Mehrheit, sondern auch die der Minderheit zum Ausdruck gebracht. Der Vorbereitende Ausschuss wird sich jedes Mal sechs Monate vor Beginn des Kongresses versammeln. Für den Kongress in London wird nach Beschluss der Vereinsverwaltungen der vom Kongress in Stockholm eingesetzte Ausschuss die dem vorbereitenden Ausschuss zukommenden Aufgaben wahrnehmen.